# Cerapachys similis
Cerapachys similis é uma espécie de formiga do gênero Cerapachys.